# 尖尾枫
尖尾枫（学名：Callicarpa longissima）为马鞭草科紫珠属的植物。分布在台湾、越南以及中国大陆的广西、四川、广东、福建、江西等地，生长于海拔1,200米的地区，多生长在山坡、荒野以及谷地丛林中，目前尚未由人工引种栽培。

## 别名
粘手风、空骨枫（广西） 雪突、牛舌广（福建）

## 异名
- Callicarpa longissima (Hemsl.) Merr. f. subglabra Pei